# Narám-Sín (Asýrie)
Narám-Sín (často psáno Narām-Sîn, Naram-Sin – z asyr. Oblíbenec Boha Luny) byl král staroasyrské říše. Vládl přibližně v letech 1817–1813 př. n. l.
Jeho nástupcem se stal Erišum II., jeho syn.
Často je zaměňován s akkadským panovníkem stejného jména Narám-Sínem akkadským.